# サウラビ (映画)
『サウラビ』とは、2002年公開の日本・韓国合作の映画である。

## ストーリー
百済滅亡から450年後の11世紀初頭、故国百済の再興を夢見て日本に渡ってきたサウラビの末裔である17人の武士達と日本の侍の対決を描く。

## キャスト
- チェ・ジェソン
- 榎木孝明
- イ・サンフン
- 梅宮万紗子
- ナムグン・ウォン
- ヤン・テッチョ
- 勝野洋

## 時代考証
朝鮮日報に『この映画には、三国時代、百済人が日本を開拓して文物伝播した歴史的事実を土台に、サウラビの魂が日本の侍精神に発展したという前提が込められている。（略）百済のサウラビ達の衝撃的な割腹と断頭意識は、後日の侍の割腹とも深い関連があることを示唆する。（略）日本側の関係者がこうした歴史的事実に驚き、今後の文化交流の尖兵になるであろうと自認した』と書かれているように、この映画は侍の起源はサウラビであるとする間違った前提に基づいて製作されていることもあり、日本との合作にもかかわらず時代考証はほとんどデタラメである。
まず、映画は威徳王（526年? - 598年）の位牌の前でサウラビ達が割腹自殺を行うシーンから始まるが、ストーリーはそこから450年後（つまり1048年頃）まで飛んでしまう。第一の問題はサウラビの項目でも指摘されているようにこのような「百済の武士達」が実際存在したかどうかだが、その点を無視しても実際は663年に行われた白村江の戦いの敗戦で事実上潰えた百済復興運動が11世紀になっても続いていた事になっているなど信憑性に欠ける設定が多い。1048年頃と言うのは日本でば平安時代後期に入ったばかりであり、武士と言う階層が台頭し始めてきた時代ではあるもののまだこの映画に出てくるような「侍」は影も形もなかった。朝鮮半島の方では918年頃から高麗が半島の大部分を支配しており、900年に興った後百済も936年に滅亡。女真が台頭してきたもののまだ勢力としては高麗が磐石であった。唐や新羅による百済占領直後や後百済の建国時ならばいざ知らず、この時代に百済再興を掲げて朝鮮半島に戻ったとしても故国の方でどの程度の支持が得られたか不明である。
また、「紳士的なサウラビ」と「野蛮な侍」を対比したかったのだと思われるが、平安後期でまだ侍も江戸幕府も存在しない時代なのに映画に出てくる百済遺民達の村（南郷村）の所在地が細川藩になっていたり、藩主の安藤がかぶき者のような格好をして大名行列で練り歩いていたり等、上記のように日本側も制作に参加している割にはかなり荒唐無稽な内容となっている。また登場人物のほとんどは打刀のような武器を携帯しているが、当時は打刀よりも馬上での使用を前提とした太刀の方が主流であり、その事実も映画では反映されていない。